# Marinemuseum Dänholm
Das Marinemuseum Dänholm ist eine Außenstelle des Stralsund Museums und befindet sich auf der kleinen Insel Dänholm zwischen Festland und Rügen. Man erreicht sie über den Rügendamm. Der Weg zur so genannten Sternschanze ist mit Seezeichen gut markiert.

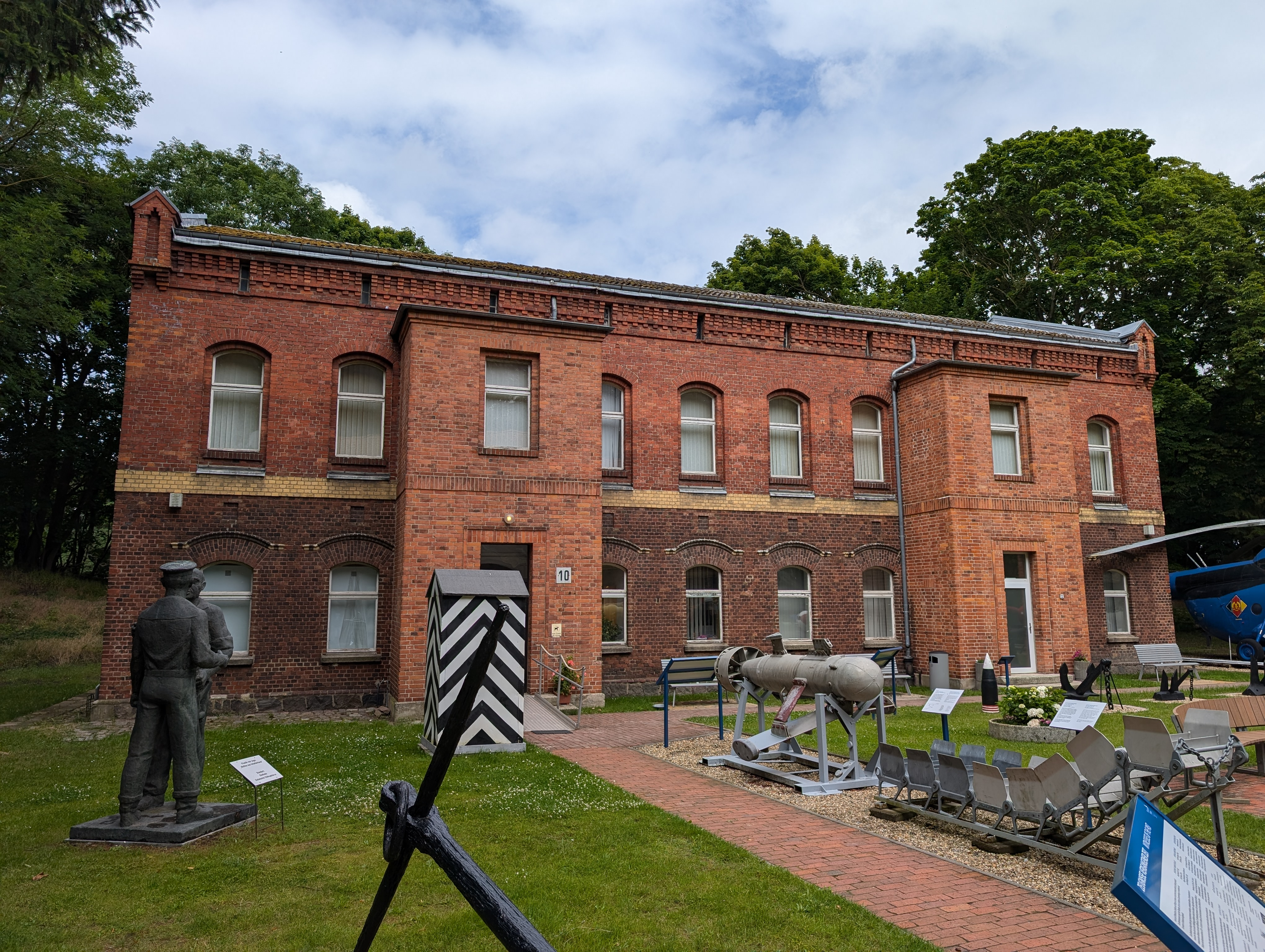
Dänholm Haus 10, ehemalige Kaserne, nun Sitz des Marinemuseums (2024)

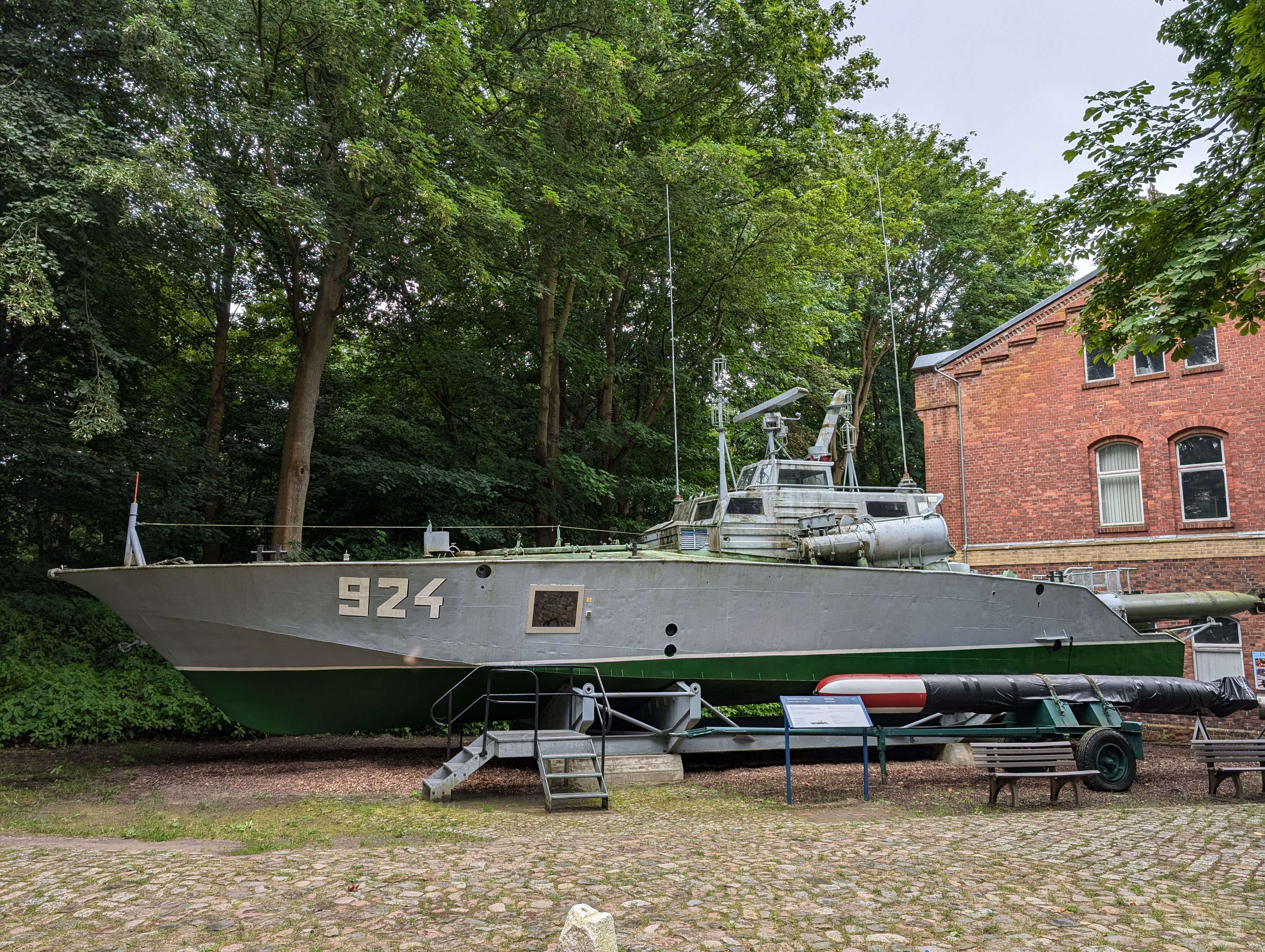
Kleines Torpedoschnellboot Projekt 131 Libelle (2024)

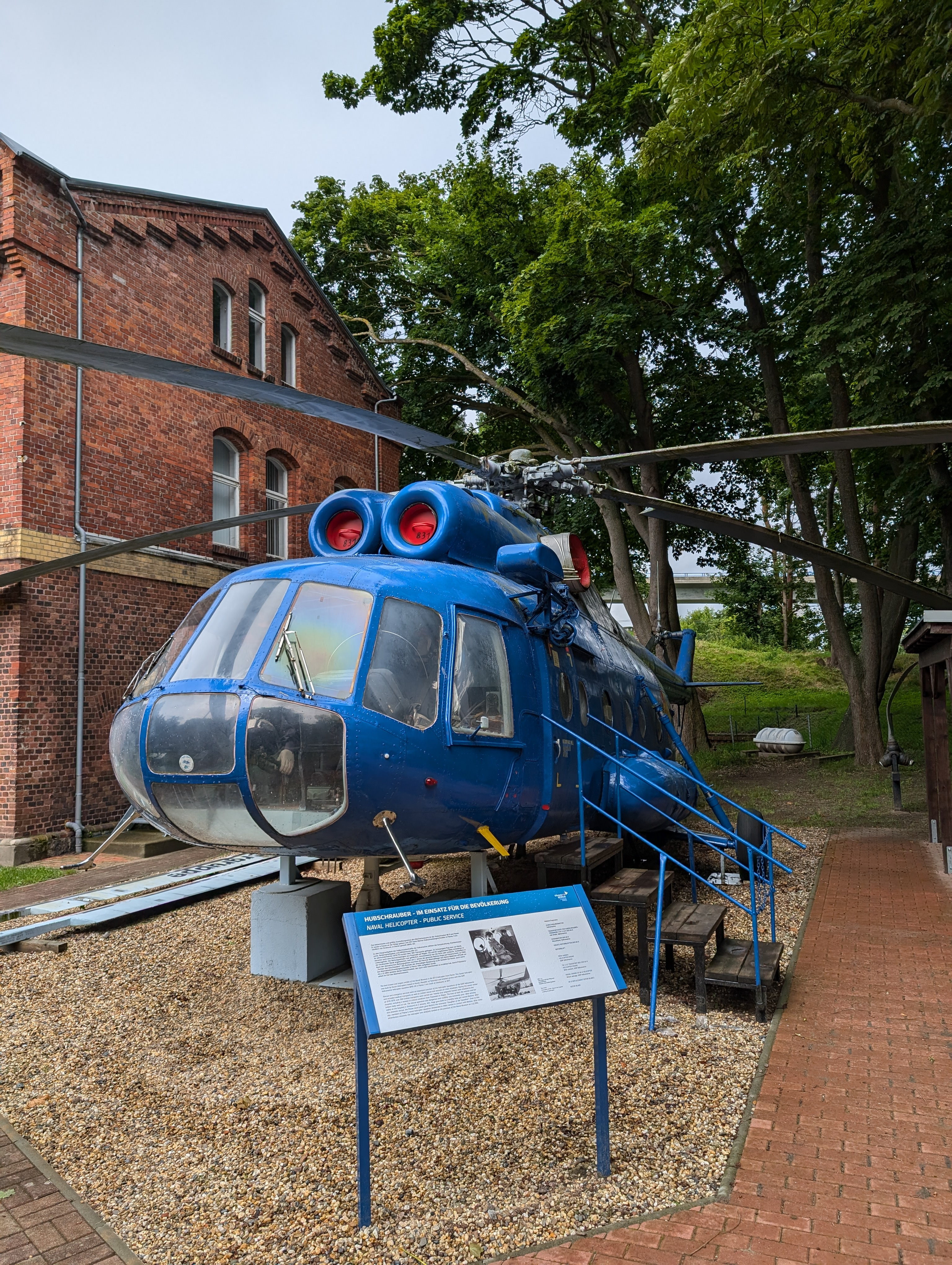
Mil Mi-8 auf dem Gelände des Museums (2024)

## Museum
Bereits im Mittelalter hatte der Dänholm strategische Bedeutung. Hier schlug auch die Geburtsstunde für die spätere Preußische Marine im Jahre 1849, danach wurde diese Insel auch von allen nachfolgenden deutschen Marinen genutzt. Auf der Freifläche des Ausstellungsgeländes befinden sich die Originale eines Marinehubschraubers vom Typ Mi 8 und zweier Torpedoschnellboote sowie ausgesuchte Technik zum Räumen von Minen. In den Ausstellungsräumen erfährt man Wissenswertes über die militärische Geschichte des Dänholm im Zusammenhang mit der alten Festungs- und Garnisonsstadt Stralsund. Die Schausammlung ist unterteilt in die Darstellung der Geschichte der Garnisonsstadt Stralsund und durch Einzelausstellungen zu bestimmten maritimen und militärischen Themen. Eine Auswahl an Bildern, Übersichten, Schemata, Uniformen, Waffen, Flaggen, Dokumenten, Modellen und Ausrüstungsgegenständen macht die Geschichte erlebbar. Neben militärischen Aspekten stehen auch zivile Vorhaben im Blickpunkt, so u. a. Baumaßnahmen zur Querung des Strelasundes (Fährverbindung-Rügenbrücke), Forschungsergebnissen der Unterwasserarchäologie wie z. B. 200 Funde, geborgen aus Wracks an Rügens Außenküste.
Wechselnde Sonderausstellungen ergänzen die Exponate. Mit wechselnden Themen wie z. B. maritime Gemälde, Waffen aus den verschiedensten Epochen und Jahrhunderten, Erinnerungen an besondere maritime Ereignisse bis hin zur Sonderausstellung über den Untergang der Wilhelm Gustloff gibt es hier ein unterschiedliches Angebot. Die Sonderausstellung 2018 machte „Die Geschichte der Deutschen U-Boote“ zum Thema. 

## Ausstellungen
Das Museum verfügt über ein Ausstellungsgebäude und ein Freigelände. Hauptanliegen ist die Darstellung der Marinegeschichte Stralsunds und Vorpommerns.
Folgende Themen werden u. a. im Museum dargestellt:
- Marineflieger in Stralsund
- Deutsche Marineuniformen
- Reichs- und Kriegsmarine
- Volksmarine
- Deutsche Marine

Auf dem Freigelände gibt es zahlreiche Ausstellungsstücke zu sehen wie z. B. zwei ehemalige Torpedoschnellboote der Volksmarine, eine Barkasse der Kriegsmarine, einen Marinehubschrauber oder das Hohlstab-Fernräumgerät 61 (HFG - 61).

## Finanzierung
Das Museum als Außenstelle des Stralsunder Kulturhistorischen Museums wird von der Stadt Stralsund finanziert. Bis Ende 2007 bezuschusste die Stadt das Museum auf dem Dänholm mit jährlich zuletzt 72.000 Euro. Aufgrund von Sparmaßnahmen der Stadt wurden diese Mittel im Haushalt 2008 gestrichen, so dass im Dezember 2007 der Betrieb des Museums nicht gesichert war.